# Petaurista yunanensis
Petaurista yunanensis — вид гризунів родини Sciuridae. Поширення: Китай, М'янма, Лаос, В'єтнам. Таксон відокремлено від P. philippensis.

## Характеристики
P. yunanensis досягає довжини тіла від 41,5 до 61,0 сантиметра, а довжини хвоста — від 49 до 61 сантиметра, а вага — від 0,7 до 1,2 кілограма. Це робить цей вид відносно великим у межах роду. Як і всі гігантські летяги, вона має велику, волохату перетинку крила, яка з'єднує зап'ястя та щиколотки та збільшена складкою шкіри між задніми лапами та основою хвоста. Перетинка крила м'язова та посилена по краях; її можна відповідно напружувати та розслабляти, щоб контролювати напрямок ковзання.
Хутро на спині, а також великі частини спинної ковзної перетинки, голова та хвіст мають колір від темно-каштанового до каштаново-коричневого, причому на голові та спині, особливо у молодих тварин, є дрібні білі цятки. Ступні та частини ніг чорні. Низ кремово-білий; у деяких особин цей колір переходить у світло-каштаново-коричневий на горлі та животі. Вуха, також коричневі, великі, округлі та лише злегка вкриті шерстю.

## Спосіб життя
Інформації про конкретний спосіб життя виду дуже мало. Її середовище проживання коливається від 1800 до понад 4200 метрів і переважно складається з дубових лісів. Як і всі види роду, вона веде суто деревний та нічний спосіб життя, ймовірно, харчуючись переважно листям та іншими рослинними речовинами. Як і всі інші летяги, цей вид здатний ковзати по повітрю на великі відстані, стрибаючи з дерева.